# Denezy

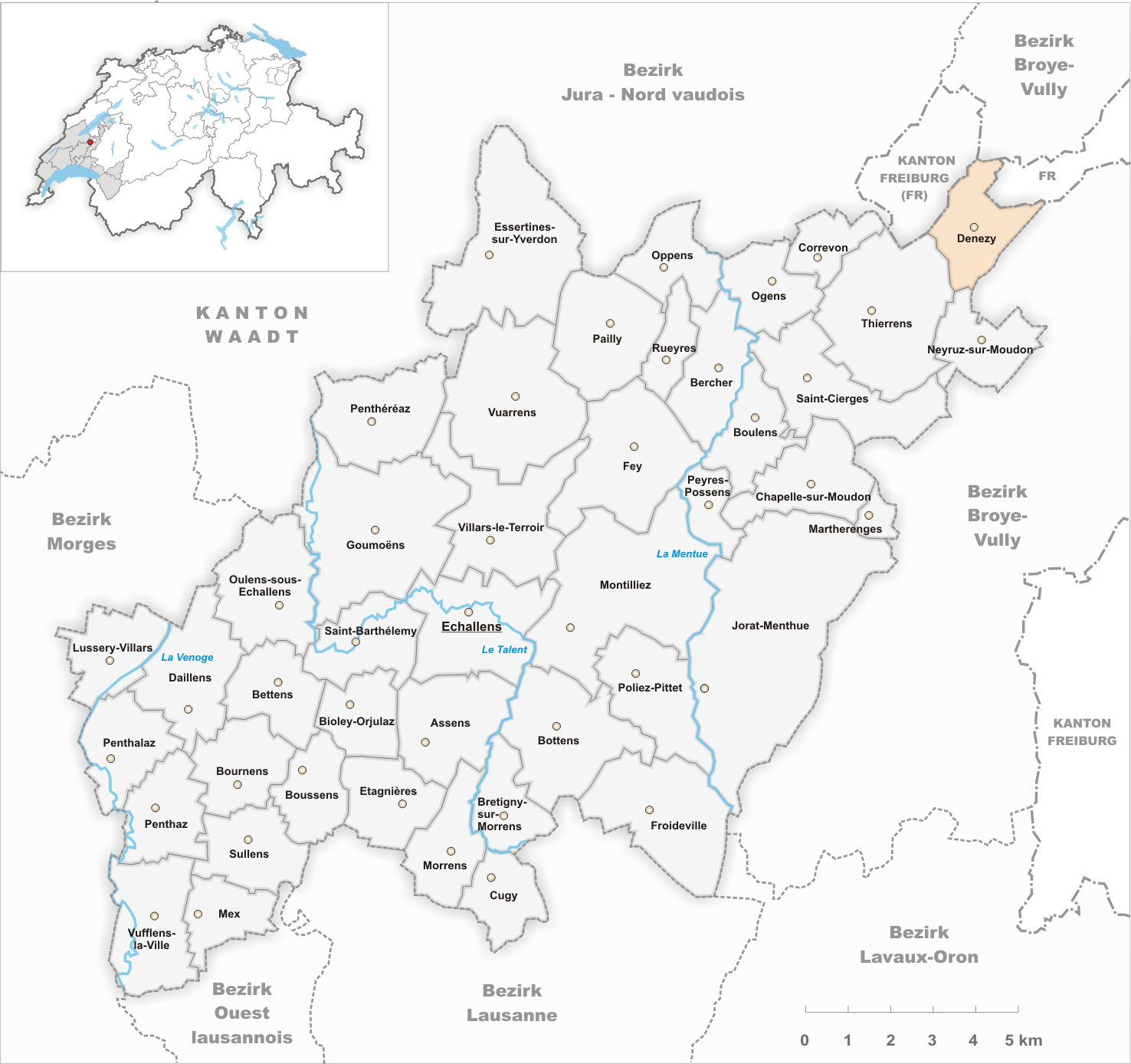
Gemeindestand vor der Fusion am 31. Dezember 2012

Denezy war bis am 31. Dezember 2012 eine politische Gemeinde im Distrikt Gros-de-Vaud des Kantons Waadt in der Schweiz.
Am 1. Januar 2013 fusionierte sie mit den Gemeinden Chanéaz, Chapelle-sur-Moudon, Correvon, Martherenges, Neyruz-sur-Moudon, Peyres-Possens, Saint-Cierges und Thierrens zur neuen Gemeinde Montanaire.

## Geographie
Denezy liegt auf 744 m ü. M., 25 km nordöstlich der Kantonshauptstadt Lausanne (Luftlinie). Das Bauerndorf erstreckt sich am westlichen Talhang der oberen Lembe, im Molassehügelland zwischen der Mentue und der Broye, im Waadtländer Mittelland.
Die Fläche des 3,8 km² grossen ehemaligen Gemeindegebiets umfasst einen Abschnitt im oberen (südwestlichen) Teil des Tals der Lembe. Dieser Bach durchfliesst das Gebiet von Südwesten nach Nordosten in einer relativ breiten Talmulde, die im Osten von der Höhe von Villars-le-Comte, im Westen vom Hochplateau La Roseire begleitet wird. Im Süden reicht der ehemalige Gemeindeboden in den Wald von Chalembert im Quellgebiet der Lembe. Der höchste Punkt von Denezy wird mit 808 m ü. M. auf dem Plateau La Roseire erreicht, das sich nach Nordosten im Wald Bois de Montfrioud (795 m ü. M.) fortsetzt. Von der ehemaligen Gemeindefläche entfielen 1997 5 % auf Siedlungen, 23 % auf Wald und Gehölze und 72 % auf Landwirtschaft.
Denezy besteht aus drei praktisch zusammengewachsenen Ortsteilen. Nahe dem Talboden der Lembe liegt der untere Dorfteil mit der Kirche, an der Hauptstrasse das Zentrum mit dem Schulhaus und am Rand des Hochplateaus der obere Dorfteil. Daneben gehören mehrere Einzelhöfe zur ehemaligen Gemeinde. Nachbargemeinden von Denezy waren Thierrens, Neyruz-sur-Moudon, Villars-le-Comte und Combremont-le-Petit im Kanton Waadt sowie Prévondavaux und Vuissens in zwei verschiedenen Exklaven des Kantons Freiburg.

## Bevölkerung
Mit 128 Einwohnern (Stand Ende 2012) gehörte Denezy zu den kleinsten Gemeinden des Kantons Waadt. Von den Bewohnern sind 91,8 % französischsprachig, 5,7 % deutschsprachig und 0,8 % italienischsprachig (Stand 2000). Die Bevölkerungszahl von Denezy belief sich 1850 auf 253 Einwohner, 1900 auf 247 Einwohner. Danach wurde bis 1970 durch starke Abwanderung eine Abnahme um rund 50 % auf 129 Einwohner verzeichnet; seither blieb die Bevölkerungszahl stabil.

## Wirtschaft
Denezy war bis in die zweite Hälfte des 20. Jahrhunderts ein vorwiegend durch die Landwirtschaft geprägtes Dorf. Noch heute haben der Ackerbau, der Obstbau und die Viehzucht eine wichtige Bedeutung in der Erwerbsstruktur der Bevölkerung. Weitere Arbeitsplätze sind im lokalen Kleingewerbe und im Dienstleistungssektor vorhanden. An der Lembe bestanden früher eine Mühle und eine Sägerei. In den letzten Jahrzehnten hat sich das Dorf auch zu einer Wohngemeinde entwickelt. Einige Erwerbstätige sind deshalb Wegpendler, die in den umliegenden grösseren Ortschaften arbeiten.

## Verkehr
Die ehemalige Gemeinde liegt abseits der grösseren Durchgangsstrassen an einer Verbindungsstrasse von Thierrens nach Granges-près-Marnand. Durch den Postautokurs, der von Moudon nach Thierrens verkehrt, ist Denezy an das Netz des öffentlichen Verkehrs angeschlossen.

## Geschichte
Die erste urkundliche Erwähnung des Ortes erfolgte bereits im Jahr 929 unter dem Namen villare Donaciaco. Später erschienen zahlreiche weitere Schreibweisen: Danisei (1142), Donesie (1169), Danusiacum (1179), Dunesie (1188), Deneisie (1228), Danaisie im 13. Jahrhundert, Denisiez (1453) und Dinisiez (1555). Der Ortsname ist vom lateinischen Geschlechtsnamen Donat(i)us abgeleitet.
Denezy bildete eine eigene Herrschaft im Einflussbereich der Herzöge von Savoyen. Diese übergaben das Dorf 1409 der Familie Cerjat als Lehen, die bis 1798 die Dorfherrschaft innehatte. Mit der Eroberung der Waadt durch Bern im Jahr 1536 gelangte Denezy unter die Verwaltung der Landvogtei Moudon, wobei es Sitz eines Gerichtshofes war. Nach dem Zusammenbruch des Ancien Régime gehörte das Dorf von 1798 bis 1803 während der Helvetik zum Kanton Léman, der anschliessend mit der Inkraftsetzung der Mediationsverfassung im Kanton Waadt aufging. 1798 wurde es dem Bezirk Moudon zugeteilt.

## Sehenswürdigkeiten
Schon seit der ersten Nennung des Dorfes ist eine Kapelle erwähnt, die später zur Pfarrkirche erweitert wurde. Der heutige Bau stammt aus dem 15. Jahrhundert, wurde später mehrfach restauriert und enthält Wand- und Glasmalereien von L. Rivier (1925). Das Schulhaus mit Glockentürmchen wurde im Jahr 1900 erbaut. Vom ehemaligen Schloss sind bei Creux du château nur noch geringe Überreste von Wällen und Grundmauern vorhanden.